# Thị kính

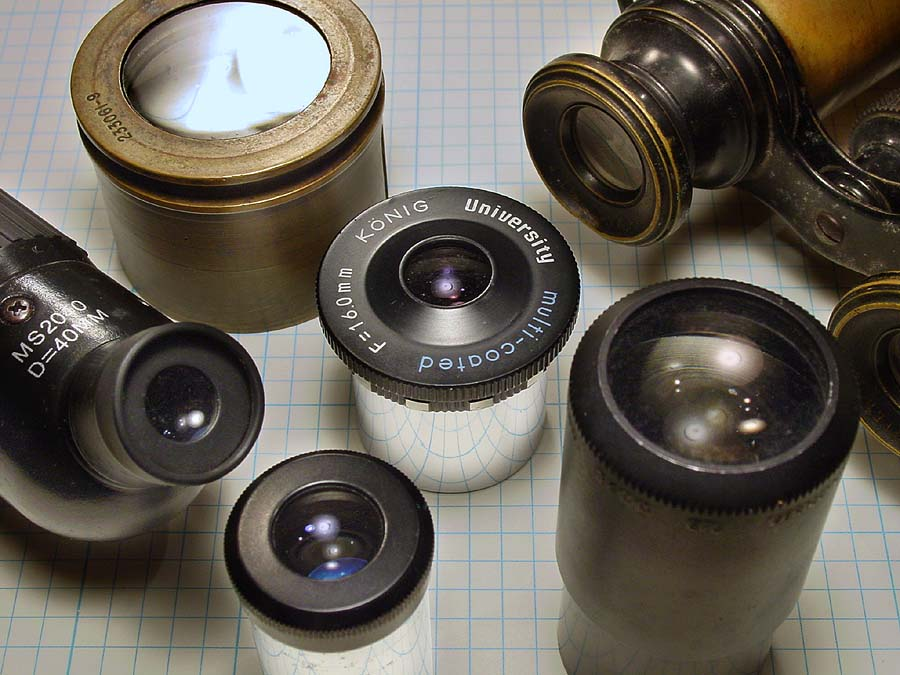
Các thị kính.

Thị kính, hoặc kính mắt (tiếng Anh: eyepiece) là một loại thấu kính được gắn vào một loạt các thiết bị quang học như kính thiên văn, kính hiển vi, các máy đo hay quan sát xa như ống nhòm, máy kinh vĩ,...
Thấu kính này được đặt tên như vậy bởi vì nó thường là ống kính gần với mắt nhất khi ai đó nhìn vào thiết bị. Kính vật hoặc gương thu lấy ánh sáng và làm cho nó tập trung tạo ra một hình ảnh. Thị kính được đặt gần tiêu điểm của kính vật để phóng to hình ảnh này. Độ phóng đại phụ thuộc vào độ dài tiêu cự của ống kính .
Trong thực tế một kính mắt là tập hợp gồm một số "thấu kính thành phần" đặt trong một vỏ, với khớp ở một đầu. Khớp được định hình để phù hợp với khớp ở dụng cụ mà nó được gắn vào. Hình ảnh có thể được tập trung bằng cách di chuyển thị kính gần hơn và xa hơn kính vật. Hầu hết các thiết bị có một cơ chế tập trung để cho phép di chuyển của trục trong đó thị kính được gắn kết, mà không cần phải thao tác thị kính trực tiếp .